# Titularbistum Thennesus
Thennesus (ital.: Tenneso) ist ein ehemaliges Bistum der römisch-katholischen Kirche und heute ein Titularbistum, das der Kirchenprovinz Pelusium angehörte.
Es geht zurück auf ein Bistum der antiken Stadt Thennesos in der römischen Provinz Aegyptus bzw. in der Spätantike Aegyptus Herculea und Augustamnica in Oberägypten.
| Titularbischöfe von Thennesus |                             | |                   |                   |
| Nr.                           | Name                        | Amt | von               | bis               |
| 1                             | Carlos Echenique Altamira   | Weihbischof in Tucumán (Argentinien)                                                                                         | 10. Dezember 1914 | 27. November 1922 |
| 2                             | Alphonse Emmanuel Deschamps | Weihbischof in Montréal (Kanada)                                                                                             | 20. Februar 1925  | 23. Juni 1940     |
| 3                             | Giuseppe Pietro Gagnor OP   | Weihbischof in Caserta (Königreich Italien)                                                                                  | 1. Februar 1941   | 30. Oktober 1945  |
| 4                             | Valerian Gracias            | Weihbischof in Bombay (Indien)                                                                                               | 11. April 1946    | 1. Dezember 1950  |
| 5                             | Agostino D’Arco             | Koadjutorbischof von Castellammare di Stabia (Italien)                                                                       | 3. Februar 1951   | 29. März 1952     |
| 6                             | Luis Aníbal Rodríguez Pardo | Weihbischof in Santa Cruz de la Sierra (Bolivien)                                                                            | 6. Juni 1952      | 17. Juni 1953     |
| 7                             | Primo Gasbarri              | Weihbischof in Velletri Apostolischer Administrator von Grosseto Apostolischer Administrator von Sovana-Pitigliano (Italien) | 30. Juli 1953     | 16. Oktober 1971  |